# Bernhard Naunyn
Bernhard Naunyn (né le 2 septembre 1839 à Berlin, mort le 26 juillet 1925 dans la même ville) est un médecin interniste allemand.

## Biographie
Il est le fils de Franz Christian Naunyn, bourgmestre-gouverneur de Berlin de 1848 à 1851. Après son abitur au lycée de Friedrichswerder, il étudie la médecine à Bonn et Berlin. En 1858, alors qu'il n'est encore qu'étudiant, il devient porteur de ruban du Corps Hansea Bonn.
Après un an de volontariat dans l'armée prussienne, il rejoint Friedrich Theodor von Frerichs à la Charité. Un temps praticien, il devient professeur à l'université de Tartu en 1869. En 1871, il arrive à l'université de Berne puis en 1873 à l'université de Königsberg pour succéder à Ernst von Leyden. Il en devient le prorecteur de 1884 à 1886. Il succède à Adolf Kussmaul à l'université de Strasbourg.
Au cours de la Première Guerre mondiale, il dirige l'hôpital militaire de Baden-Baden. Il reçoit la Croix de fer. Après la guerre, il se retire.
Avec le pharmacologue Oswald Schmiedeberg et le pathologiste Edwin Klebs, il fonde la revue Archiv für experimentelle Pathologie und Pharmakologie, la première revue allemande de pharmacologie en tant que science expérimentale indépendante. Avec Johann von Mikulicz, il fonde Mitteilungen aus den Grenzgebieten der Medizin und Chirurgie.